# Chiesa di San Marco e Santa Maria delle Vittorie
La chiesa di San Marco e Santa Maria delle Vittorie è il principale luogo di culto cattolico di San Marco frazione di Torre de' Busi in provincia e diocesi di Bergamo; fa parte del vicariato di Calolzio-Caprino.

## Storia
Nel 1937 fu edificata su un vecchio luogo di culto, una nuova chiesa nella piccola frazione di San Marco di Pieia. La chiesa era stata eretta alla dignità di parrocchiale con lo smembramento da quella matrice di San Michele di Torre de' Busi con decreto del 20 novembre 1936 del vescovo di Bergamo Adriano Bernareggi e inserita nel vicariato locale di Caprino Bergamasco.
La posa della prima pietra avvenne con la benedizione del protonotario apostolico Vincenzo Cavadini. Nel 1938 il vescovo Adriano Bernareggi consacrò i nuovi tre altari facendo dono delle reliquie dei santi Marco e Alessandro di Bergamo che furono sigillate nella mensa dell'altare maggiore.
La doppia invocazione a san Marco e santa Maria delle Vittorie risale solo al 1940. Con decreto del 27 maggio 1979 del vescovo Giulio Oggioni la chiesa risulta inserita nel vicariato locale di Calolzio-Caprino.

## Descrizione

### Esterno
L'edificio di culto dal classico orientamento liturgico con abside a est, è preceduto dal sagrato con pavimentazione in asfalto. La facciata in pietra a vista si sviluppa con la parte centrale avanzata che presenta l'ingresso principale con contorno in pietra e con lo stemma vescovile inserito al centro dell'architrave. La parte superiore presenta tre aperture strette rettangolari atte a illuminare l'aula. Il frontone termina con il tetto a due falde con gronda orizzontale dove è posta la grande croce in pietra.

### Interno
L'interno a navata unica con volta a botte, divisa in sette campate da semplici lesene. Nella controfacciata della prima campata vi è il fonte battesimale con una nicchia dove vi è la statua della Madonna. La seconda campata è zona penitenziale con la presenza di due confessionali lignei. La terza conserva la statua di san Giuseppe con Bambino, mentre nella quarta vi sono le statue di santa Barbara e della Madonna Immacolata. L'ultima campata vi sono gli altari dedicati alla Madonna delle Vittorie e del Sacro Cuore di Gesù.
La zona presbiteriale a pianta rettangolare è preceduta da tre gradini in marmo e termina con il coro a pianta semicircolare dove è posto il grande dipinto raffigurante Gesù con ai suoi piedi san Marco e la Vergine.